# Карабаглар (Гёйчайский район)
Карабаглар (азерб. Qarabaglar) — село в Гёйчайском районе Азербайджана. Входит в Шахадатский муниципалитет.
Расположено на Ширванской равнине к западу от районного центра Гёйчай.

## История
Село основано переселенцами из Гянджи в XIX веке.
Согласно сведениям «Кавказского календаря» на 1856 год в деревне Карабагларъ (по источнику) проживали «татары»-сунниты (азербайджанцы-сунниты) и разговаривали на азербайджанском языке.
Материалы посемейных списков на 1886 год показывают в «татарском» (азербайджанском) селении Карабагларъ 324 человек (54 дыма), из которых 292 человек сунниты а 32 человека шииты.
По Азербайджанской сельскохозяйственной переписи 1921 года в Карабегляр Потинского сельского общества Геокчайского уезда Азербайджанской ССР проживало 455 человек (111 хозяйств). Преобладающая национальность — тюрки-азербайджанцы.